# Dia del jove combatent
El Dia del jove combatent és la denominació amb què es commemora a Xile l'assassinat dels germans Eduardo (20 anys) i Rafael Vergara Toledo (18), ambdós militants del Moviment d'Esquerra Revolucionària (MIR), per Carrabiners de Xile a la comuna d'Estación Central el divendres 29 de març de 1985, durant la dictadura militar del general Augusto Pinochet.
Aquell mateix dia també va ser executada Paulina Aguirre Tobar (20), militant del MIR, i van ser segrestats el professor Manuel Guerrero Ceballos i el sociòleg José Manuel Parada Maluenda, membres del Partit Comunista de Xile i víctimes en el cas Degollados.
La data congrega persones que es manifesten per a repudiar els crims comesos durant la dictadura militar i exigir veritat i justícia per a les violacions dels drets humans perpetrades pels organismes de l'Estat durant aquell període. L'epicentre tradicional d'aquestes manifestacions és la Villa Francia, a Estación Central, la comuna on vivia la família Vergara Toledo i que és coneguda per la història de resistència popular durant l'última dècada de la dictadura. Les concentracions es repliquen en diversos punts de les ciutats d'Iquique, Antofagasta, La Serena, Viña del Mar, Valparaíso, Talca, Concepción i Temuco.